# Sarah Smith
Sarah Smith este o regizoare de film engleză, producătoare și scenaristă.
A regizat filmul de animație Marea cursă de Crăciun (Arthur Christmas) (debut regizoral), în care joacă James McAvoy (rol de voce) și care a fost lansat în 2011.
Ea a mai produs serialul BBC The League of Gentlemen.

## Filmografie
- The Pirates! In an Adventure with Scientists! - 2012
- Arthur Christmas – 2011